# Армантјер
Армантјер (фр. Armentières) насеље је и општина у североисточној Француској у региону Север-Па д Кале, у департману Север која припада префектури Лил.
По подацима из 2011. године у општини је живело 25.704 становника, а густина насељености је износила 4092,99 становника/km². Општина се простире на површини од 6,28 km². Налази се на средњој надморској висини од 16 метара (максималној 20 m, а минималној 11 m).

## Демографија
| 1962.  | 1968.  | 1975.  | 1982.  | 1990.  | 1999.  | 2011.  |
| ------ | ------ | ------ | ------ | ------ | ------ | ------ |
| 25.248 | 26.916 | 26.346 | 24.834 | 25.219 | 25.273 | 25.704 |

## Партнерски градови
- Остероде ам Харц
- Stalybridge